# Peter Loy Chong
Peter Loy Chong (ur. 30 stycznia 1961 w Natovi) – duchowny katolicki z Fidżi, arcybiskup Suvy od 2013.

## Życiorys
Święcenia kapłańskie otrzymał 11 stycznia 1992 i został inkardynowany do archidiecezji Suva. Pracował głównie jako duszpasterz parafialny. W latach 2005–2012 odbywał studia doktoranckie z teologii w Stanach Zjednoczonych.
19 grudnia 2012 papież Benedykt XVI mianował go ordynariuszem archidiecezji Suva. Sakry udzielił mu 8 czerwca 2013 emerytowany metropolita Suvy – arcybiskup Petero Mataca.
Paliusz otrzymał z rąk papieża Franciszka w dniu 29 czerwca 2013.
W kwietniu 2018 został przewodniczącym Federacji Konferencji Episkopatów Oceanii.